# 1681 год
1681 (ты́сяча шестьсо́т во́семьдесят пе́рвый) год  по григорианскому календарю — невисокосный год, начинающийся в среду. Это 1681 год нашей эры, 1‑й год 9‑го десятилетия XVII века 2‑го тысячелетия, 2‑й год 1680‑х годов. Он закончился 344 года назад.
| Пн | Вт | Ср | Чт | Пт | Сб | Вс |
|    |    | 1  | 2  | 3  | 4  | 5  |
| 6  | 7  | 8  | 9  | 10 | 11 | 12 |
| 13 | 14 | 15 | 16 | 17 | 18 | 19 |
| 20 | 21 | 22 | 23 | 24 | 25 | 26 |
| 27 | 28 | 29 | 30 | 31 |    |    |

| Пн | Вт | Ср | Чт | Пт | Сб | Вс |
|    |    |    |    |    | 1  | 2  |
| 3  | 4  | 5  | 6  | 7  | 8  | 9  |
| 10 | 11 | 12 | 13 | 14 | 15 | 16 |
| 17 | 18 | 19 | 20 | 21 | 22 | 23 |
| 24 | 25 | 26 | 27 | 28 |    |    |

| Пн | Вт | Ср | Чт | Пт | Сб | Вс |
|    |    |    |    |    | 1  | 2  |
| 3  | 4  | 5  | 6  | 7  | 8  | 9  |
| 10 | 11 | 12 | 13 | 14 | 15 | 16 |
| 17 | 18 | 19 | 20 | 21 | 22 | 23 |
| 24 | 25 | 26 | 27 | 28 | 29 | 30 |
| 31 |    |    |    |    |    |    |

| Пн | Вт | Ср | Чт | Пт | Сб | Вс |
|    | 1  | 2  | 3  | 4  | 5  | 6  |
| 7  | 8  | 9  | 10 | 11 | 12 | 13 |
| 14 | 15 | 16 | 17 | 18 | 19 | 20 |
| 21 | 22 | 23 | 24 | 25 | 26 | 27 |
| 28 | 29 | 30 |    |    |    |    |

| Пн | Вт | Ср | Чт | Пт | Сб | Вс |
|    |    |    | 1  | 2  | 3  | 4  |
| 5  | 6  | 7  | 8  | 9  | 10 | 11 |
| 12 | 13 | 14 | 15 | 16 | 17 | 18 |
| 19 | 20 | 21 | 22 | 23 | 24 | 25 |
| 26 | 27 | 28 | 29 | 30 | 31 |    |

| Пн | Вт | Ср | Чт | Пт | Сб | Вс |
|    |    |    |    |    |    | 1  |
| 2  | 3  | 4  | 5  | 6  | 7  | 8  |
| 9  | 10 | 11 | 12 | 13 | 14 | 15 |
| 16 | 17 | 18 | 19 | 20 | 21 | 22 |
| 23 | 24 | 25 | 26 | 27 | 28 | 29 |
| 30 |    |    |    |    |    |    |

| Пн | Вт | Ср | Чт | Пт | Сб | Вс |
|    | 1  | 2  | 3  | 4  | 5  | 6  |
| 7  | 8  | 9  | 10 | 11 | 12 | 13 |
| 14 | 15 | 16 | 17 | 18 | 19 | 20 |
| 21 | 22 | 23 | 24 | 25 | 26 | 27 |
| 28 | 29 | 30 | 31 |    |    |    |

| Пн | Вт | Ср | Чт | Пт | Сб | Вс |
|    |    |    |    | 1  | 2  | 3  |
| 4  | 5  | 6  | 7  | 8  | 9  | 10 |
| 11 | 12 | 13 | 14 | 15 | 16 | 17 |
| 18 | 19 | 20 | 21 | 22 | 23 | 24 |
| 25 | 26 | 27 | 28 | 29 | 30 | 31 |

| Пн | Вт | Ср | Чт | Пт | Сб | Вс |
| 1  | 2  | 3  | 4  | 5  | 6  | 7  |
| 8  | 9  | 10 | 11 | 12 | 13 | 14 |
| 15 | 16 | 17 | 18 | 19 | 20 | 21 |
| 22 | 23 | 24 | 25 | 26 | 27 | 28 |
| 29 | 30 |    |    |    |    |    |

| Пн | Вт | Ср | Чт | Пт | Сб | Вс |
|    |    | 1  | 2  | 3  | 4  | 5  |
| 6  | 7  | 8  | 9  | 10 | 11 | 12 |
| 13 | 14 | 15 | 16 | 17 | 18 | 19 |
| 20 | 21 | 22 | 23 | 24 | 25 | 26 |
| 27 | 28 | 29 | 30 | 31 |    |    |

| Пн | Вт | Ср | Чт | Пт | Сб | Вс |
|    |    |    |    |    | 1  | 2  |
| 3  | 4  | 5  | 6  | 7  | 8  | 9  |
| 10 | 11 | 12 | 13 | 14 | 15 | 16 |
| 17 | 18 | 19 | 20 | 21 | 22 | 23 |
| 24 | 25 | 26 | 27 | 28 | 29 | 30 |

| Пн | Вт | Ср | Чт | Пт | Сб | Вс |
| 1  | 2  | 3  | 4  | 5  | 6  | 7  |
| 8  | 9  | 10 | 11 | 12 | 13 | 14 |
| 15 | 16 | 17 | 18 | 19 | 20 | 21 |
| 22 | 23 | 24 | 25 | 26 | 27 | 28 |
| 29 | 30 | 31 |    |    |    |    |

## События
- 1618—1683 — маньчжурское завоевание Китая. Процесс распространения власти маньчжурской империи Цин на территорию, принадлежавшую китайской империи Мин[1].
  - 1673—1681 — закончилась война саньфань. Восстание трёх китайских вассалов Цинской империи против маньчжурского господства; на стороне восставших выступило также признававшее власть империи Мин государство семьи Чжэн. После подавления восстания маньчжуры установили свою власть над всем материковым Китаем[1].
- 1679—1681 — закончена Политика присоединений во Франции. Масштабная кампания аннексий пограничных территорий, осуществлённая правительством Людовика XIV[2].
  - 30 сентября — аннексия Страсбурга. Присоединение вольного имперского города Страсбурга к Французскому королевству, осуществленное правительством Людовика XIV[3].
- 4 сентября — битва за Католе. Сражение между: с одной стороны войсками Португальской колониальной империи, находившимися под командованием Луиша Лопиша ди Секейры, и с другой стороны - армией королевства Матамба в районе Католе (в настоящее время расположено в Анголе)[4].
- Четвёртый парламент Карла II. Быстро распущен. Лидер оппозиции граф Шефтсбери вынужден бежать из Англии.
- Парижский парламент признал недействительной грамоту папы.
- Генеральный контролёр торговли, промышленности и финансов Франции Ж.-Б. Кольбер начинает вывоз рабов из Сенегала во французскую Вест-Индию.
- Состоялся первый официально задокументированный поединок по боксу, в котором встретились лакей и мясник герцога Альбемарльского.
- Маньчжуры окончательно подавили восстание в Хунани и Сычуани.
- С 1681 — эра в Японии «Тэнва» (Мир в поднебесной).
- Убита последняя птица додо.

## Русское государство
Царствование: 1676—1682 —Фёдор Алексеевич
- 1676—1681 — закончилась Русско—турецкая война[5].
  - 13 января — Бахчисарайский мир на 20 лет России с Османской империей и Крымским ханством. Турция признала право России на Киев с округой, воссоединение Левобережной Украины с Русским государством, русское подданство запорожских казаков, обязалась прекратить набеги крымцев[5].
  - Захват Турцией части Правобережной Украины, в том числе города Брацлава.
  - Для утверждения Бахчисарайского мирного договора султаном, в Константинополь посланы окольничий И.И. Чириков (умер в пути) и дьяк П.Б. Возницын[6].
- 1681—1684 — Башкирское восстание[7].
- 1679—1682 — проводится военная реформа[8].
- Февраль — голландский резидент И. ван Келлер писал, что царевич Иван V Алексеевич признан придворными "неспособным править из-за слабоумия и других душевных и телесных недостатков"[9].
- Июнь — царь помиловал Никона (бывшего патриарха) находившегося в ссылке с 1667 года, но по дороге из ссылки он скончался. Погребён по архирейскому чину (см. также 1676 и 1682 года)[10].
- Ноябрь —  Л.И. Иванов руководил составлением росписей архиреев[11].
- Ноябрь 1681— апрель 1682 — Московский собор[12]: 
  - Начато обсуждение реформы церковной иерархии, предполагавшая для сохранения идеала симфонии священства и царства, учреждение в Русской церкви института Папства. Папе должны были подчиняться 4 патриарха, 12 митрополитов и 70 епископов[13].
  - Соборные решения изложены в форме 16 предложений от царя и стольких же соборных ответов духовенства[12].
- Обсуждалась (проект), но осталась нереализованной, идея пожалования членам Боярской думы наследственных наместнических титулов по образцу Речи Посполитой[13].
- Голицын Василий Васильевич назначен главой консультативной сословной комиссии (Ответной палаты). Занимался подготовкой проекта намечавшихся, но не осуществлённых до конца реформ. Предполагалось сокращение числа офицеров в армии (заслуженным офицерам полагалась пенсия), выдача твёрдого фиксированного жалования приказным людям (что позволяло преодолеть коррупцию), меры по усилению местного самоуправления и регламентации торговли иностранных купцов в России, а также дополнения Соборного уложения 1649 года[14].
- Иоаким, патриарх Московский. добился получение земельных наделов храмами, ранее их не имевшими[15].
- По царскому указу, при Московском печатном дворе, открыта Типографская школа[13].
- 1681—1682 — Приказ денежного и хлебного сбора выведен из Приказа Большого прихода и объединён с Доимочным приказом[16].
- Паломничество царя Фёдора Алексеевича к чудотворному образу Казанской иконы Божией Матери в Вязниковскую слободу (сов. г. Вязники)[17].
- 1681—1682 — землепроходец Милованов Игнатий Михайлович обследовал Амурско-Зейскую и Зейско-Буреинскую равнины (см. 1643 год)[18].
- 1681—1689 — Украинцев Емельян Игнатьевич пожалован Думным дьяком[19].
- Пожалованы боярством: Собакин Григорий Фёдорович, Ромодановский Андрей Григорьевич, Куракин Иван Григорьевич[20].
- Местничество: Собакин Степан Афанасьевич и Мертваго Осип Семёнович[21].

### Города и поселения
- В Грайворон построены укрепления для защиты от набегов крымских татар[22].
- В Тобольске, практически полностью уничтоженным пожаром в 1677 году, построен новый острог[23].
- В Киренск построен Усть-Киренский (Киренский) острог. Погост превратился в слободу вокруг него[24].
- В Нижнеудинске (Покровский городок) перестраивался острог (окружен земляным валом и рвом)[25].

### Руководители приказов
| Года      | Приказ                | Ф,И,О главы                       | Примечания                  |
| --------- | --------------------- | --------------------------------- | --------------------------- |
| 1676-1682 | Большой казны         | Милославский Иван Михайлович      | Боярин                      |
| 1679-1681 | Казённый приказ       | Милославский Иван Михайлович      | Боярин                      |
| 1681-1682 | Посольский приказ     | Иванов Ларион Иванович            | После снятия опалы          |
| 1681-1682 | Владимирская четверть | Иванов Ларион Иванович            | После снятия опалы          |
| 1681-1682 | Галицкая четверть     | Иванов Ларион Иванович            | После снятия опалы          |
| 1681-1683 | Казанского дворца     | Одоевский Яков Никитич            |                             |
| 1676-1682 | Стрелецкий приказ     | Долгоруков Юрий Алексеевич        |                             |
| 1681-1682 | Денежного сбора       | Долгоруков Юрий Алексеевич        | Доимочный и денежного сбора |
| 1680-1682 | Разрядный приказ      | Долгоруков Михаил Юрьевич         |                             |
| 1680-1682 | Иноземский приказ     | Долгоруков Михаил Юрьевич         |                             |
| 1680-1682 | Рейтарский приказ     | Долгоруков Михаил Юрьевич         |                             |
| 1680-1682 | Пушкарский приказ     | Долгоруков Михаил Юрьевич         |                             |
| 1676-1689 | Аптекарский приказ    | Одоевский Никита Иванович         | Боярин                      |
| 1680-1682 | Расправная палата     | Одоевский Никита Иванович         | Боярин                      |
| 1680-1681 | Разбойный приказ      | Шереметев Пётр Васильевич Меньшой | Боярин                      |

#### Воеводы[32]
| Года      | Город           | Ф,И,О воеводы              | Примечания              |
| --------- | --------------- | -------------------------- | ----------------------- |
| 19 апреля | Албазин         | Евсеев Яков                | Енисейский сын боярский |
| 1679-1682 | Арзамас         | Ловчиков Степан Богданович | В другом акте Иван      |
| 1676-1681 | Берёзов         | Гагарин Василий Михайлович | Стольник                |
| 1681      | Берёзов         | Языков Сергей Савич        |                         |
| 1681-1684 | Берёзов         | Франтор Михаил Иванович    | Стольник                |
| 1671-1684 | Братский острог | Перфирьев Иван             | Енисейский сын боярский |
| 1681-1683 | Белгород        | Хованский Пётр Иванович    |                         |

## Начало правления
См. также: Список глав государств в 1681 году

## Родились
См. также: Категория:Родившиеся в 1681 году
- 5 августа — Витус Беринг, российский мореплаватель (ум. в 1741).
- 11 (21) — 21 (31) июля — Илья, сын царя Фёдора Алексеевича и его первой супруги с 1680 года Агафьи Семёновна Грушецкой[13].

## Скончались
См. также: Категория:Умершие в 1681 году
- 25 мая — Педро Кальдерон де ла Барка, испанский драматург.
- 8 июля — Георг Ноймарк (р. 1621), немецкий поэт, композитор, музыкант—гамбист и библиотекарь[33].
- 14 (24 июля) — Агафья Семёновна Грушецкая, русская царица, жена Фёдора III Алексеевича с 1680 года[13].
- 27 августа — Никон, патриарх Московский[10].
- 30 (8) 9 сентября — Милославский Иван Богданович (род. 1625), русский государственный и военный деятель, боярин (с 1671 года)[34].
- Заборовский Семён Иванович — русский государственный деятель, боярин (с 1680), руководитель ряда приказов. Воспитатель русской царицы Агафьи Семёновны Грушецкой, после смерти её отца[35].